# Vallières, Haute-Savoie
Vallières là một xã of 1 384 inhabitants trong tỉnh Haute-Savoie thuộc vùng Rhône-Alpes đông nam Pháp.

## Mayor
The current mayor is François Ravoire.

## Geography
The Fier forms the commune's southern border.